# 古伊苏贝洛讷
古伊苏贝洛讷（法語：Gouy-sous-Bellonne，法語發音：[ɡwi su bɛlɔn]，意为“贝洛讷下方的古伊”）是法国上法兰西大区加来海峡省的一个市镇，属于阿拉斯区。

## 地理
古伊苏贝洛讷（50°18'42"N, 3°3'21"E）面积5.47 平方千米，位于法国上法蘭西大區加来海峡省，该省份为法国北部沿海省份，西北濒北海，南至索姆省，东临北部省。
与古伊苏贝洛讷接壤的市镇（或旧市镇、城区）包括：科尔贝姆、努瓦耶勒苏贝洛讷、埃斯特雷、费兰、格尔赞、贝洛讷、布勒比耶尔。

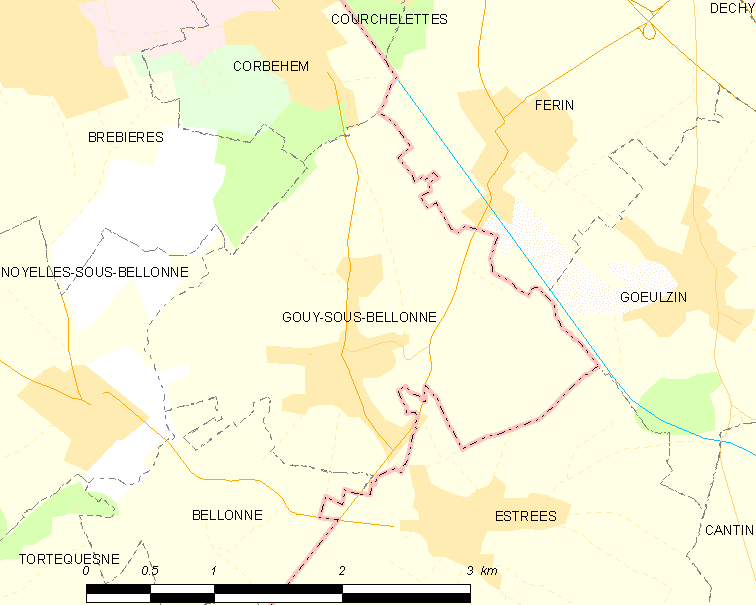
古伊苏贝洛讷的OSM定位图

古伊苏贝洛讷的时区为UTC+01:00、UTC+02:00（夏令时）。

## 行政
古伊苏贝洛讷的邮政编码为62112，INSEE市镇编码为62383。

## 政治
古伊苏贝洛讷所属的省级选区为布勒比耶尔县。

## 人口

1962-2008年间古伊苏贝洛讷人口变化图示

古伊苏贝洛讷于2022年1月1日时的人口数量为1394人。